# Chenistonia boranup
Chenistonia boranup is een spinnensoort uit de familie Anamidae. De wetenschappelijke naam van de soort werd voor het eerst geldig gepubliceerd in 2012 door Barbara York Main.
De soort komt voor in West-Australië.